# Гутенборн
Гутенборн (њем. Gutenborn) општина је у њемачкој савезној држави Саксонија-Анхалт. Једно је од 43 општинска средишта округа Бургенланд. Посједује регионалну шифру (AGS) 15084207.

## Географски и демографски подаци
Површина општине износи 33,9 km². У самом мјесту је, према процјени из 2010. године, живјело 2.039 становника. Просјечна густина становништва износи 60 становника/km².

## Међународна сарадња
| Мјесто      | Држава | Врста сарадње | Од    |
| ----------- | ------ | ------------- | ----- |
| Калињинград | Русија | партнерство   | 1995. |
| Дархан      | Русија | партнерство   | 1989. |
| Извор       |        |               |       |